# Kleinkastell Höflein

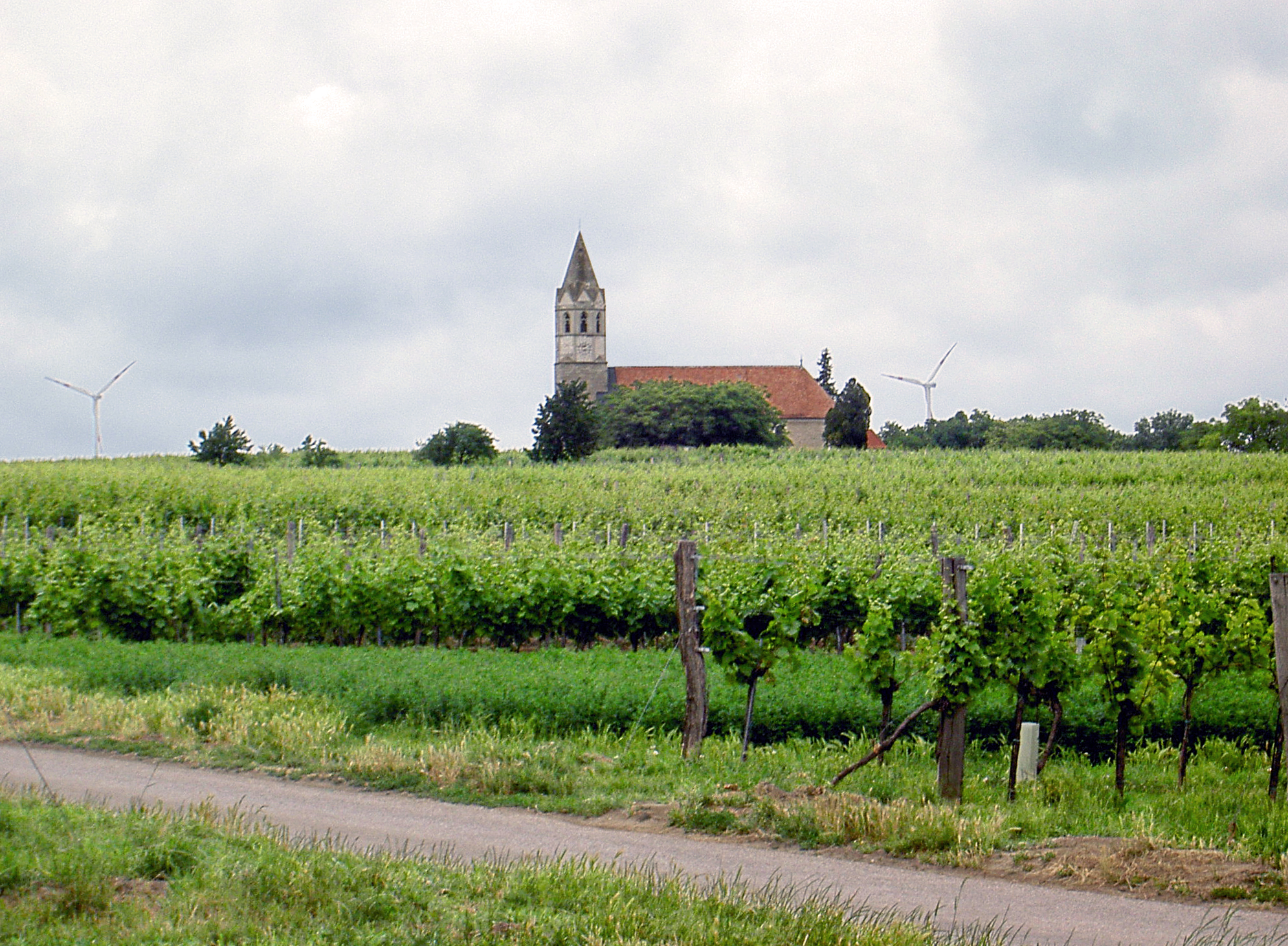
Kirchberg Höflein mit Pfarrkirche St. Ulrich

Kleinkastell Höflein war Bestandteil der römischen Festungskette am oberpannonischen Teil des Donaulimes in Österreich. Es befindet sich im Bundesland Niederösterreich, Bezirk Bruck an der Leitha, auf dem Gemeindegebiet von Höflein. Vermutlich handelt es sich bei der Anlage um eine Benefiziarierstation, die der Kontrolle einer römischen Fernstraße (der heute so genannten Bernsteinstraße) diente. Gleichzeitig werden in diesem Artikel auch noch drei Wachtürme in der unmittelbaren Umgebung des Kleinkastells behandelt.

## Lage
Die Gemeinde Höflein liegt rund fünf Kilometer südlich der Donau und fünf Kilometer nördlich der Bezirkshauptstadt Bruck/Leitha. Das Kastell stand einst auf dem so genannten „Kirchberg“ und liegt heute komplett unter der Pfarrkirche St. Ulrich und dem dazugehörigen Friedhof. In der Nähe befanden sich drei römische Wachtürme, der erste etwa
- zwei Kilometer nordöstlich von Höflein, der zweite rund
- zwei Kilometer in östlicher Richtung in der Flur „Rieden in Gaisbergen“ und der dritte rund
- 4,3 Kilometer entfernt „in der Sulz“, in derselben Richtung.

Die beiden letzteren standen unmittelbar an der Römerstraße von Carnuntum (Bad Deutsch-Altenburg) nach Scarbantia (Szombathely), der sogenannten Bernsteinstraße.

## Forschungsgeschichte
Höflein war schon seit längerer Zeit als Fundstelle römischer Artefakte bekannt. 1846 wurde unter anderem ein mit einer Inschrift versehener Sarkophagdeckel und ein Ziegel mit dem Stempel der Legio XIIII Gemina geborgen. Diese wurden später zusammen mit einer Stele (gefunden in Göttelsbrunn) in das Wiener Hofmuseum verbracht. Weiters waren auch schon seit längerem die beiden Inschriftensteine mit den Widmungen eines beneficiarius consularis und eines custos armorum an der Friedhofsmauer auf dem Kirchberg bekannt.

Kleinkastell Höflein nach den Befunden der Grabung im Jahr 1900

Im Sommer 1896 bereiste der k. k. Conservator Wilhelm Kubitschek die Region. Er erkannte die günstige topographische Lage des Höfleiner Kirchberges als eventuellen Standort für ein römisches Kastell oder eine Ansiedlung und stützte diese Ansicht auch auf die bisher gemachten Funde, insbesondere auf drei in der Friedhofsmauer eingesetzte Inschriftensteine (1900 wurde von Maximilian von Groller-Mildensee noch ein vierter entdeckt) und die gute Sicht auf die so genannte „Alte Straße“, deren Verlauf ident mit der einstigen römischen Fernstraße von Carnuntum nach Scarbantia war. Zwei Jahre danach organisierte Kubitschek vom 5. bis 10. Dezember 1898 zusammen mit Josef Hilarius Nowalski de Lilia im Auftrag der Limeskommission der kaiserlichen Akademie der Wissenschaften eine archäologische Sondierungsgrabung, um Beweise für seine Theorie zu sammeln. Hierbei konnte Kubitschek im Norden des Areals die Fundamente eines Turmes entdecken. Die sechs Meter lange Nordmauer und die Seitenwände, die bis aus eine Lücke von 3,50 bzw. 2,50 Meter erhalten waren, besaßen eine Breite von einem Meter. Der Bodenestrich bestand aus einem Bruchstein-Gussbetonmix (Terrazzo). Der südliche Bereich war durch einen Hohlweg zerstört. Die nördliche Kante lag etwa 7,50 Meter von der Friedhofsmauer entfernt. Obwohl diese ersten Ergebnisse vielversprechend waren, stellte Kubitschek die Grabung wieder ein, da für das Jahr 1900 ohnehin eine Grabungskampagne der österreichischen Limeskommission geplant war.
Diese stand unter der Leitung von Oberst Maximilian von Groller-Mildensee. Ihm fiel vor allem die Ostseite der Friedhofsmauer auf. Im unteren Teil bestand sie aus massiven behauenen Blöcken, die Leisten, Kehlen und Dübellöcher aufwiesen. Machart und Material dieser Blöcke waren ident mit den in der Mauer eingemauerten vier Inschriftensteinen und belegten, dass sie für die Umwehrung des Friedhofes zweitverwendet wurden. Bemerkenswert war auch eine an der Mauer entlanglaufende ein bis 1,25 Meter tiefe und vier bis sechs Meter breite Bodensenkung, die Groller sofort als Kastellgraben erkannte. Dorfbewohner berichteten ihm, dass der Graben noch vor 20 Jahren viel tiefer gewesen sei, dann aber mit Aushubmaterial aus der Baugrube des Schulgebäudes aufgefüllt worden war. Obwohl der Pfarrer Matthias Binder für die Unternehmung großes Verständnis zeigte, brachte es die intensive Nutzung des Areals mit sich, dass nur an wenigen Stellen Sondierungsgrabungen vorgenommen werden konnten (Westseite, Nordwest- und Südostecke), der Friedhof selbst blieb aus naheliegenden Gründen für Grollers Grabungsteam verschlossen. Fünf angelegte Querschnitte auf einer Länge von 40 Metern vor der Mauer ergaben deutlich das Profil eines einzelnen, 1,20 bis 1,40 Meter tiefen und vier bis fünf Meter breiten Spitzgrabens mit einer 8,80 bis 1,20 Meter breiten Berme. Das Erdmaterial vom Schulgebäude ließ sich dabei deutlich abscheiden, es enthielt zahlreiche römische Keramikscherben und Ziegelbruchstücke. Groller folgerte daraus, dass auch das Schulgebäude auf römischen Gebäuderesten stand. Im Graben selbst konnten zwei Münzen aus der Regierungszeit der Kaiser Trajan (98–117) und Valens (364–378) geborgen werden. An drei Stellen grub man noch bis zu fünf Meter über den Grabenrand hinaus, ein zweiter Wehrgraben konnte hierbei nicht festgestellt werden. Annähernd gleich konnte das Grabenprofil an der Nordwestecke angetroffen werden.
In allen fünf Schnitten konnte auch die Kastellmauer selbst aufgedeckt werden, die ohne eine Rollschotterschicht direkt auf gewachsenem Lehmboden aufsaß. Sie war größtenteils noch bis in eine Höhe von 0,30 bis 0,60 Meter erhalten und hatte eine Breite von 1,15 bis 1,5 Meter. Ein weiterer Grabungsschnitt an der Südostecke brachte ein Stück der abgerundeten Ecke des Kastells ans Tageslicht. Die Südseite konnte nicht untersucht werden, erst an der Südwestecke konnte die Fundamentgrube weiter verfolgt werden. Im Osten betrug der Abstand der Kastellmauer zur Friedhofsmauer noch 1,50 Meter, gegen Norden zu nahm dieser Abstand aber zunehmend ab, bis sie gänzlich unter der letzteren verschwand. An der Nordwestecke ließ sich dann abermals ein Stück der abgerundeten Kastellecke verfolgen (Radius: vier Meter). Die von Kubitschek zwei Jahre zuvor an der Nordseite der Kirche entdeckten Fundamente, die er als Kastellturm identifiziert hatte, konnte Groller nicht mehr genauer untersuchen. Da aber nach oberflächlicher Begutachtung zahlreiches nachrömisches Material im Mauerwerk festzustellen war, deutete er es als Überrest einer Befestigungsanlage aus der Zeit der Kuruzenkriege im 17. Jahrhundert. Spuren von Toren, Zwischen- und Ecktürmen oder Innenbauten konnten aufgrund des stark begrenzten Suchareals nicht beobachtet werden. Auch eine innere Erdrampe an der Kastellmauer konnte nicht nachgewiesen werden, sie war – wie in Carnuntum – in einen natürlichen Hang hineingebaut worden. Das Haupttor vermutete Groller im Süden, da die ehemalige Römerstraße hier nur 300 Meter entfernt am Kastell vorbeilief.

Pfarrkirche St. Ulrich und Friedhofsmauer mit sekundär verwendeten römischen Quadern
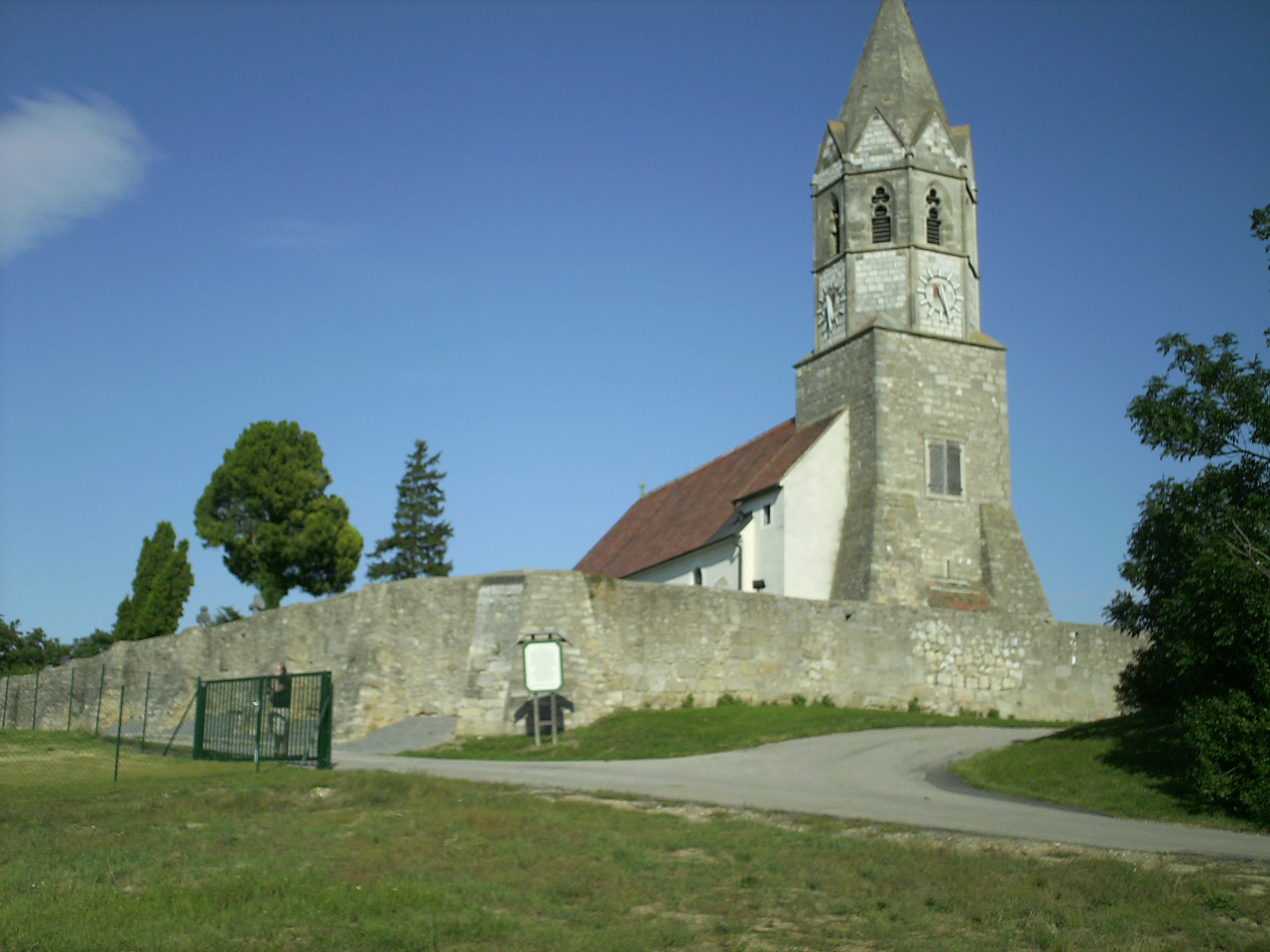
Blick aus Osten
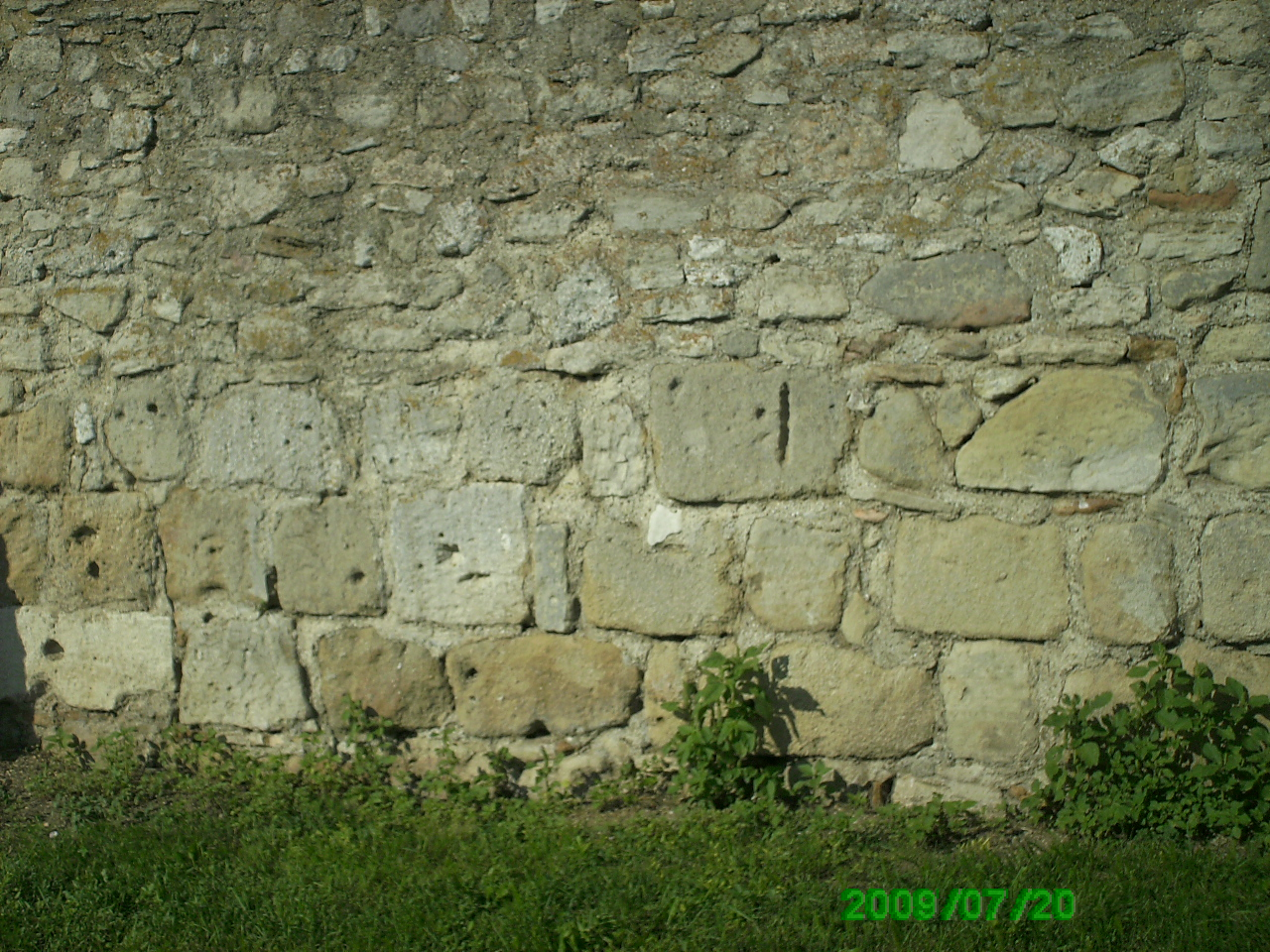
Westseite
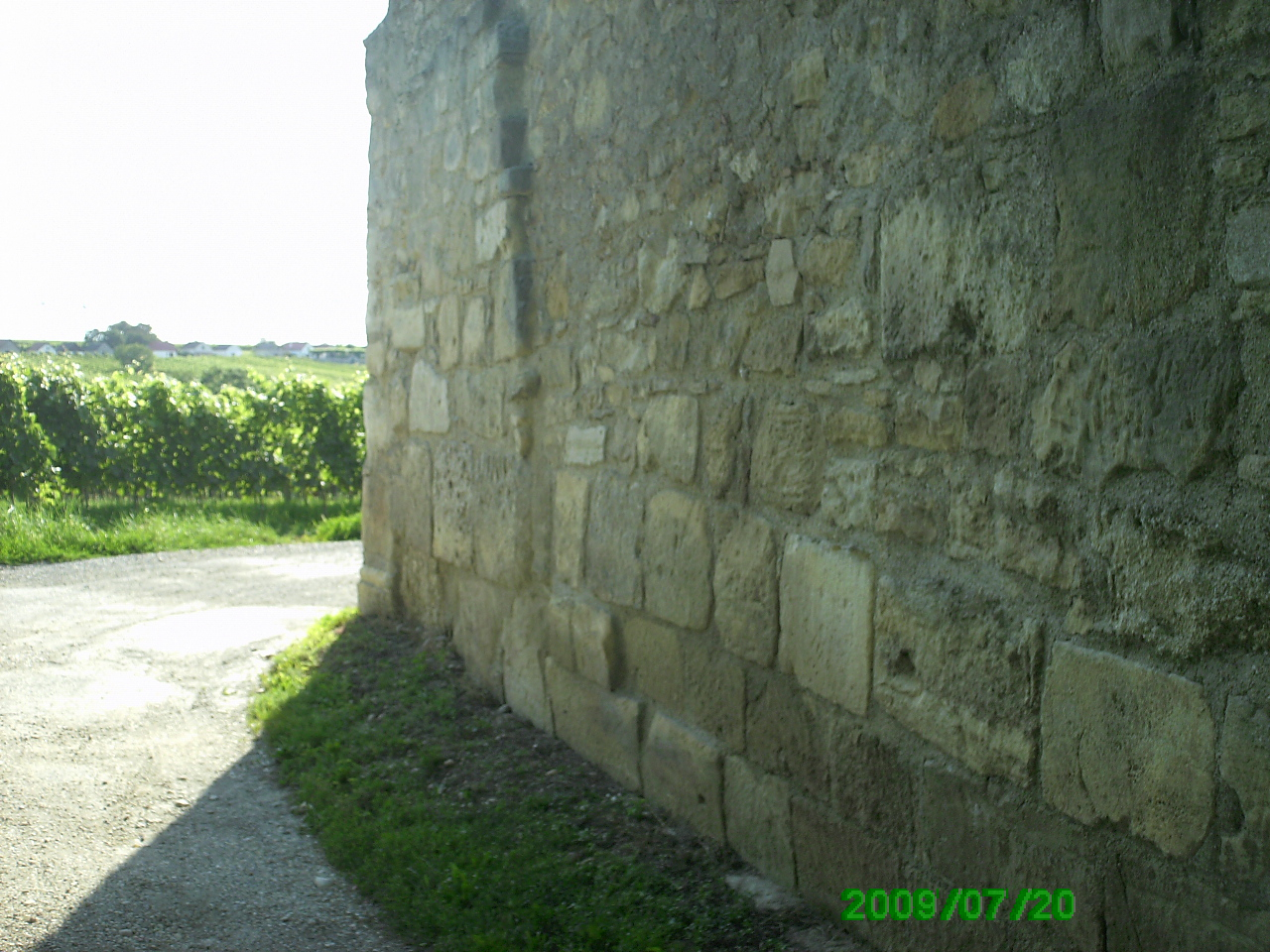
Südwestecke
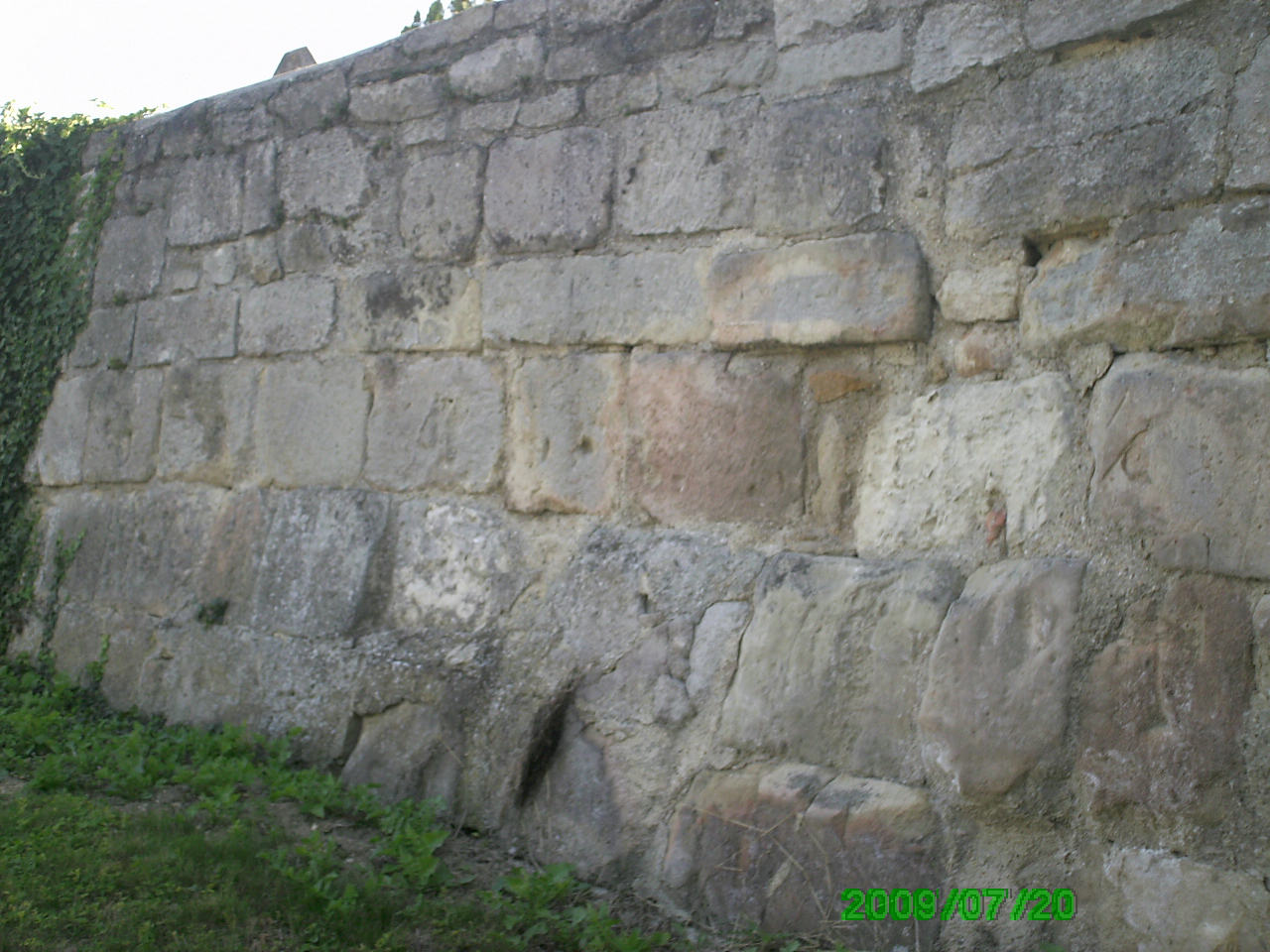
Ostseite

## Kastell
Das Kastell bildete ein unregelmäßiges leicht nach Südosten verschobenes Quadrat mit abgerundeten Ecken und maß 61,85–64,50 m × 52,50–54,75 m (wobei sich diese Angaben Grollers nur auf die geraden Abschnitte der Mauer beziehen) und bedeckte ungefähr die Fläche des die Kirche umgebenden Friedhofes. Fundamente waren noch an der Ostseite bzw. der Nordwestecke vorhanden, die Westseite war fast vollkommen zerstört. Nord- und Südseite konnten nicht untersucht werden. Das Kastell war zusätzlich von einem einfachen 4–5 m breiten und 1,20–1,40 m tiefen Spitzgraben umgeben, dessen Berme 0,80–1,20 m breit war. Die von Kubitschek seinerzeit in Norden aufgefundenen Turmfundamente waren nur noch fragmentarisch vorhanden und standen nach der Ansicht Grollers mit dem Kastell in keinem zeitlichen und funktionellen Zusammenhang.

## Garnison
Über die hier stationierten Einheiten können nach dem gegenwärtigen Stand der Forschung keinerlei eindeutige Aussagen getroffen werden. Aufgrund des Fundmaterials (Ziegelstempel, Weihestein) ist aber davon auszugehen, dass es sich um Benefiziarier, die in Anbetracht der Nähe zum Legionslager vermutlich aus den Angehörigen der Legio XIIII Gemina in Carnuntum herausgezogen wurden, gehandelt hat.

## Funktion und zeitliche Einordnung
Primär für die Grenzverteidigung kann das Kleinkastell Höflein – laut Groller – nicht gedacht gewesen sein. Der Kirchberg ist rund 5 km vom Donauufer entfernt. Der Ausblick auf den Strom ist durch eine Hügelkette (Goldberg-Wartberg) versperrt. Auf diesen Hügelzug liegt heute die Ortschaft Scharndorf. Auch die Besatzung wäre für größere Offensivoperationen zahlenmäßig viel zu gering gewesen.
Naheliegend ist daher seine Nutzung als Beobachtungs- und Signalstation, oder noch wahrscheinlicher, als Straßenkontrollposten und Quartier einer Benefizariereinheit, bedingt durch die günstige Lage an einer der damals wichtigsten Fernverkehrsrouten in den Süden. Auch die Inschrift auf einer der beiden ehemals in der Friedhofsmauer eingearbeiteten Weihesteine nennt einen beneficiarius consularis. Gertrud Pascher vertrat – im Gegensatz zu Kubitschek –  die Ansicht, dass das Kastell zusammen mit den drei Wachtürmen (siehe unten) entstanden sein muss. Ihrer Meinung nach sollten die Anlagen eine Umgehung des Legionslagers Carnuntum von der Flanke her und in diesem Zusammenhang einen Angriff aus seinem Hinterland verhindern. Richtung Westen hielt sie für so einen Fall auch den Donauübergang bei Klosterneuburg Wien und den Abschnitt zwischen Schwechat (Ala Nova) und Fischamend (Aequinoctium) sowie den am linken Ufer der March über Stupava (Stampfen) und Malacky (Malatzka) verlaufenden Weg für bedroht.
Für eine exakte zeitliche Einordnung ist das bisher vorliegende Fundmaterial nicht ausreichend. In der Forschung wird gemeinhin von einer Gründung des 2. Jahrhunderts n. Chr. ausgegangen; angesichts der gefundenen Inschriften wird jedoch vermutet, dass sich auch schon im 1. Jahrhundert n. Chr. eine militärische Kontrollstation in der Nähe befand. Eine vor Ort aufgefundene Münze des Valens könnte bedeuten, dass das Kastell noch bis in diese Zeit (spätes 4. Jahrhundert) benutzt wurde.

## Limesverlauf
zwischen Kleinkastell Höflein und Carnuntum
| ON/Name                       | Beschreibung/Zustand | Abbildung |
| ----------------------------- | --- | --------- |
| Wachturm Scharndorf           | Im Mauerwerk des Kirchturmes der Pfarrkirche findet sich, besonders in den unteren Bereichen, eine große Menge an römischen Baumaterial, vor allem Dachziegel. Bei der einheimischen Bevölkerung wird er von jeher als römisches Bauwerk angesehen. Für Groller war es daher so gut wie sicher, dass dieser Turm ursprünglich eine Signalstation gewesen sein musste, die die optische Nachrichtenverbindung des Höfleiner Kastells mit einem Uferposten an der Donau und in weiterer Folge mit dem Lager Carnuntum selbst aufrechterhielt. |           |
| Nordöstlicher Signalturm      | Von diesem etwa 2 km von Höflein entfernten quadratischen Turm konnte noch der massive untere Teil des Mauerwerkes im Zuge der 1897 bis 1898 erfolgten Erforschung der Straße Carnuntum–Scarbantia durch Groller untersucht werden. Das Mauerviereck maß 3,85 × 3,60 bzw. 3,80 m. Die Breite des noch erhaltenen bis zu 70 cm hoch aufgehenden Mauerwerks betrug 1,15 bis 1,50 m. Der Innenraum maß 1,15 × 1,40 m. |           |
| Wachturm Rieden in Gaisbergen | Die zum Teil zugerichtete Bruchsteinmauer dieses quadratischen Straßenturmes wies eine Stärke von 60–70 cm auf und war noch bis in eine Höhe von 30–50 cm erhalten. Die Mauer umschloss einen Innenraum mit einer Seitenlänge von sechs Metern. Zwischenmauern konnten von Groller nicht festgestellt werden. Zusammen mit dem Turmfundamenten konnten auch Teile des römischen Straßenpflasters beobachtet werden. |           |
| Wachturm in der Sulz          | Als Groller diesen quadratischen Turm ausgegraben hatte (rund 1,7 km vom Kastell Höflein entfernt), stellte er fest, dass noch das Fundament und teilweise aufgehendes Mauerwerk in Höhe von „2–3 Scharen“ erhalten war. Als Unterlage für das Mauerwerk wurde grober Fluss-Schotter bis in eine Höhe von 25 cm aufgeschüttet. Die Oberfläche wurde mit Mörtel abgeglichen. Der Innenraum war nicht unterteilt. Da auch zahlreiche Ziegelbruchstücke gefunden wurden, nahm man an, dass der Turm einst ein Ziegeldach getragen hat. Spuren von Stützbalken konnten aber nicht entdeckt werden. Ausmaße des Turmes nach Groller: Mauerstärke 60–70 cm, Außenflucht 9,20 × 11,25 × 9,50 × 11,45 m. 1990 und 1991 wurde nach einer erfolgreichen Voruntersuchung auf der Parzelle 2595 „in der Sulz“ eine weitere archäologische Grabung in Gang gesetzt. Ziel war festzustellen, - ob die Mauerreste mit den damals von Groller entdeckten Turm identisch sind, - Spuren einer eventuellen Innenverbauung aufzudecken und - die laut Groller nahe am Turm vorbeilaufende Römerstraße zu finden und deren genaue Lage zu dokumentieren. Mittels Sondierungsgrabungen wurden die Fundamente an mehreren Stellen sichtbar gemacht. Durch Vermessung des Grundrisses konnte der Beweis für die Übereinstimmung dieser Mauerreste mit den von Groller beschriebenen Turm erbracht werden (Maße 9,45 × 11,20 m). Beobachtet wurde in weiterer Folge, dass das aufgehende Mauerwerk durch intensive landwirtschaftliche Nutzung des Fundortes und seiner Umgebung mittlerweile fast vollkommen verschwunden war. Stellenweise konnte nur noch die unterste Schicht der Fundamente beobachtet werden. Das antike Straßenniveau war nicht mehr festzustellen. Relativ gut erhalten war nur noch das Fundament der Ostecke, von der Westecke war nur noch die geschotterte Unterlage vorhanden. Der Innenbereich war in Längsrichtung (NO-SO) abgeteilt. Die Lehmfundamente der Innenmauer ragten 3,20 bis 3,15 m vor. Am NO-Lehmfundament konnten weiters Spuren einer Feuerstelle festgestellt werden. Funde von Dachziegelbruch und Keramikscherben bewiesen eindeutig den römischen Ursprung der Mauerreste, was seinerzeit von Kubitschek noch bestritten wurde. Die Fundamente in der Breite von 0,70 m wären durchaus in der Lage gewesen, noch ein zusätzliches Stockwerk zu tragen. Für einen einfachen Signalturm war das Gebäude zu groß. Obwohl es in einer Mulde lag, wäre für eine gute Sichtverbindung nach Carnuntum schon eine Mindesthöhe von rund vier Meter ausreichend gewesen. Im Erdgeschoss konnten eventuell auch Zug- und Reittiere oder eine größere Anzahl von Personen untergebracht werden. Die Feuerstelle diente wohl zur Essenszubereitung. |           |

## Denkmalschutz und Fundverbleib

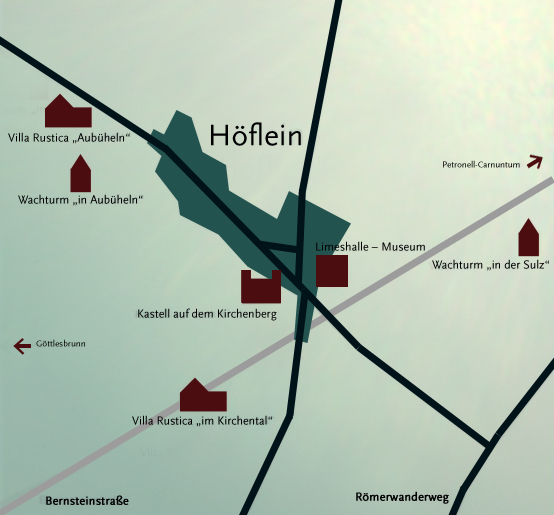
Orientierungstafel Archäologischer Park Höflein

Die Anlagen sind Bodendenkmäler im Sinne des Österreichischen Denkmalschutzgesetzes. Nachforschungen und gezieltes Sammeln von Funden ohne Genehmigung des Bundesdenkmalamtes stellen eine strafbare Handlung dar. Zufällige Funde archäologischer Objekte (Keramik, Metall, Knochen etc.), sowie alle in den Boden eingreifenden Maßnahmen sind dem Bundesdenkmalamt (Abteilung für Bodendenkmale) zu melden.
Zahlreiche große Quader in der Friedhofsmauer sind die einzigen sichtbaren Zeugnisse des Kastells. Zu besichtigen sind die Wehrkirche mit römischen Spolien und die Villa rustica von Aubühlen. Die Zufahrt zum Kirchberg ist beschildert. Kirchberg und Gutshof sind über die Hauptstraße von Höflein – sowohl von Bruck/Leitha als auch aus Richtung Scharndorf – gut zu erreichen (im Ort selbst dann in Richtung Gemeindeamt abzweigen). Die Beschilderung der Fundplätze wurden im Rahmen des Projektes „Archäologiepark Höflein“ durchgeführt. Die Funde aus der Villa werden in einer kleinen Dauerausstellung in der Limeshalle der Gemeinde präsentiert.